# Bane (Band)
Bane ist eine US-amerikanische Hardcore-Band aus Worcester, die im Jahr 1994 unter dem Namen Gateway gegründet wurde. Nachdem sie sich 2016 auflösten, verkündeten sie 2023 ihr Comeback.

## Geschichte
Die Band wurde im Jahr 1994 unter dem Namen Gateway von Converge-Gitarrist Aaron Dalbec gegründet, wobei die Gruppe eigentlich nur als Nebenprojekt zu seiner eigentlichen Band Converge gedacht sein sollte. Im Jahr 1995 kam Sänger Aaron Bedard zur Besetzung und es wurde ein erstes Demo aufgenommen, das fünf Lieder enthielt. Als Bassist kam dann Pete Chilton hinzu, während Zach Jordan als zweiter Gitarrist zur Band kam. Schlagzeuger war Damnon Bellorado, ebenfalls ein Mitglied bei Converge. Im Mai 1996 folgte mit Forked Tongue eine EP, der sich 1997 Free to Think, Free to Be anschloss. Beide EPs erschienen über Life Records. Danach verließ Schlagzeuger Bellorado die Band, um sich vollkommen auf Converge konzentrieren zu können. Bellorado wurde kurzzeitig durch Ten-Yard-Fight-Schlagzeuger Ben Chused ersetzt, ehe er Mitte 1998 durch den 19-jährigen Nick Branigan von der Band Close Call ersetzt wurde. Es folgte eine Tour sowie das Album Holding This Moment, das eigentlich eine Kompilation der bisher erschienenen EPs war. Zudem hielt die Band eine US-Tournee zusammen mit Saves the Day ab. Das Album It All Comes Down to This wurde im Juni 1999 bei Austin Enterprises, dem Tonstudio des Today-Is-the-Day-Sängers Steve Austin, aufgenommen. Das Album erschien über Equal Vision Records. Im Jahr 2000 folgte eine Tour durch Nordamerika zusammen mit Death by Stereo und Adamantium, sowie Auftritte in Europa. Anfang September 2000 begab sich die Band erneut ins Studio, wobei Converge-Mitglied Kurt Ballou als Produzent tätig war, um zwei Lieder für eine Split-Veröffentlichung zusammen mit Adamantium aufzunehmen, die über Indecision Records erschien. Das zweite Album Give Blood, das 2001 erschien, wurde vom Produzenten und Battery-Sänger Brian McTernan produziert. Der Veröffentlichung folgte zusammen mit Agnostic Front eine Tour durch die USA. Im Jahr 2003 verließ Schlagzeuger Branigan die Band und wurde durch Bob Mahoney ersetzt. Es folgte eine weitere Tour durch die USA, sowie eine zweiwöchige Tournee durch Japan im April 2004. Mit Produzent McTernan begab sich die Band dann in die Salad Days Studios, um das Album The Note aufzunehmen, das 2005 über Equal Vision Records erschien. Im März 2005 hielt die Band eine US-Tournee zusammen mit Comeback Kid und With Honour. Gegen Ende des Jahres folgte eine weitere Europatournee zusammen mit Comeback Kid. 2009 veröffentlichte die Band mit den „World Series“ eine EP, die unter unterschiedlichen Namen durch unterschiedliche Labels auf unterschiedlichen Kontinenten veröffentlicht wurde. Im Jahr 2010 erschien mit Holding This Moment eine Kompilation aus verschiedenen vergangenen Aufnahmen.
2013 beschloss die Band auf dem deutschen With-Full-Force-Festival, sich aufzulösen. Die Auflösung wurde dann im Konsens zunächst verschoben; 2014 erschien mit Don’t Wait Up noch ein letztes Album, und 2015 ging die Band gemeinsam mit Code Orange und Wolf Down auf eine Abschiedstournee durch Europa. Am 18. Juni 2016 gab die Band in ihrer Heimatstadt Worcester ihr Abschiedskonzert und löste sich auf.
2020 veröffentlichte Equal Vision Records die Videodokumentation Holding These Moments, die die Mitglieder der Band während der Abschlusstournee 2015 begleitet und Szenen des letzten Konzerts im Juni 2016 zeigt. Im Juni 2021 starb Bassist Brendan Maguire an Bauchspeicheldrüsenkrebs. Die Band fand daraufhin in Boston für ein Gedenkkonzert für Maguire zusammen, an dem auch H2O und Sick of It All teilnahmen.
Gitarrist Dalbec spielt weiterhin bei Only Crime, deren Mitglied er parallel zu seiner Karriere mit Bane bereits seit 2004 ist. Sänger Bedard ist seit 2018 für die Bostoner Hardcoreband Antagonize tätig.
2023 veröffentlichte die Band auf ihren Social-Media-Kanälen ihr Comeback mit der Nachricht „We missed this too much. We missed you too much. All ages. No barrier.“ 2024 war Bane auf Europatour unterwegs.

## Stil
Die Band spielte klassischen Hardcore, wobei Bands wie Justice League, Minor Threat, Descendents und Dag Nasty als Vorbilder genommen werden. Als für sie wichtige Alben gelten I Against I von Bad Brains, The Age of Quarrel von Cro-Mags und Out of Step von Minor Threat.

## Diskografie
- 1997: As We Look To The Future (Split-EP mit Capgun, Driven und The Rolemodels, Solution Records)
- 1999: It All Comes Down to This (Equal Vision Records)
- 2000: Split-EP mit Adamantium (Indecision Records)
- 2001: Give Blood (Equal Vision Records)
- 2005: The Note (Equal Vision Records)
- 2009: At Both Ends (Split-EP mit Grade, Unrestrained und Between Earth And Sky, At Both Ends Hardcore Magazine)
- 2009: Tokyo 7:58 AM/Perth 7:58 AM/Curitiba 7:58 PM (EP, diverse Labels)
- 2010: Holding This Moment (Kompilation, Hurry Up Records)
- 2014: Don’t Wait Up (Equal Vision Records)